# 名誉団員
名誉団員(めいよだんいん)とは、
- 楽団にて貢献した音楽家に与えられる名誉称号。
- 消防団員として長年精励した者を表彰するため、その消防団を設置する市町村が条例ないし市町村の規則に基づいて授与する称号。類似の称号として名誉団長、名誉副団長、名誉部長、名誉班長がある（本項で解説）。
- また、バレエ団の構成員の称号として名誉ダンサーなどがある（本項で解説）。

## 名誉団員

### 楽団における名誉団員
名誉団員は名誉指揮者や名誉音楽監督などと並んで楽団の発展に貢献した音楽家に与えられる名誉称号の一つ。指揮者の小澤征爾が2010年11月2日、ウィーン・フィルハーモニー管弦楽団から名誉団員の称号を贈られたのは著名な例である。同団では過去168年(2010年時点)の歴史の中でヴィルヘルム・フルトヴェングラーやニコラウス・アーノンクールなどに贈られており、非常に栄誉ある称号として位置づけられている。

### 消防団における名誉団員
消防団における名誉団員は消防団に多年勤続し、功績を残した退職者に対する称号である。名誉消防団員ともいう。以下に詳述する。

#### 名誉団員の規定
名誉消防団員および消防団名誉団員の称号は、北海道や石川県、岡山県の市町村が条例または規則において独自に制定している称号である。また、名誉団長の称号を置く自治体もある。
北海道では芦別市や歌志内市、美唄市など、石川県では小松市、岡山県内では岡山市、津山市、高梁市、新見市、玉野市、真庭市や久米南町などで定めている。

## 名誉ダンサー

### 新国立劇場バレエ団における名誉ダンサー
また、バレエ団などでは名誉ダンサーの称号を定める例がある。主な人物として日本の新国立劇場バレエ団のオノラブル・ダンサー(名誉ダンサー)として酒井はながいる。

### 行政資料

#### 北海道
- 芦別市消防団員名誉称号規則
- 歌志内市名誉消防団員規程
- 美唄市名誉消防団員規程

#### 石川県
- 小松市消防団表彰規則

#### 岡山県
- 久米南町消防団名誉団員規則
- 高梁市消防団名誉団員規則
- 津山市消防団名誉団員規則
- 新見市消防団名誉団員規則
- 真庭市消防団規則

### 報道資料
- 『読売新聞』2010年11月3日東京朝刊
- 『読売新聞』2013年10月17日東京朝刊埼玉2版